# Оля і Монстр
Оля і Монстр — український російськомовний музичний колектив, що виконував композиції в стилі darkwave, cardiowave та ethereal.

## Історія
У травні 2004 року Ольга Пулатова та Олексій «Монстр» Радіонов, колишні учасники гурту «Аэроплан», що припинив своє існування у грудні 1999 року, вирішили знову зібратися разом. Від старої назви гурту було вирішено відмовитися, так як музиканти вважали новий проект новим етапом у творчості. Оскільки одним з учасникиів гурту була Оля Пулатова, а Олексія ще у юності прозвали «Монстром рока», гурт було названо «Оля і Монстр». На той момент Ольга продовжувала виступати у складі досить відомого музичного колективу Flëur, але співачці хотілося поекспериментувати зі звучанням, створювати пісні, не схожі на ті, що вона робила у складі Flëur. Тому народження гурту «Оля і Монстр» дало простір для усіх творчих експериментів Ольги та Олексія.
Вперше гурт «Оля і Монстр» глядачі змогли побачити 25 серпня 2004 року на фестивалі «Інтерференція» разом з іншими проектами лейблу «Cardiowave», зокрема Flëur. Потім відбулися виступи у клубі «Медуза» (21 січня 2005), на готичному фестивалі «Діти ночі» (17 вересня 2005 року), у клубі «Квартира Бабуїн» (27 листопада 2005 року) та в одеському клубі «Вихід» (10 березня 2006 року).
У березні 2007 року в інтернеті з'явилися 9 демо-записів пісень гурту, які відзначили початок роботи над дебютним альбомом, який мав вийти 14 серпня 2007 року. Перший альбом гурту отримав назву «Оля і Монстр». Місцем презентації було обрано одеський клуб «Вихід», де 18 серпня 2007 року гурт представив публіці свою дебютну роботу. Альбом виявився відмінним від усього того, що звикли слухати прихильники Ольги Пулатової у Flëur, але досить схожим на попередню творчість гурту «Аероплан».
Після виходу альбому в Україні, «Оля і Монстр» вирішили не зупинятися на досягнутому і завоювувати популярність у Росії. Перший їх концерт за кордоном відбувся 30 жовтня 2007 року у Санкт-Петербурзі на сцені клубу «Friday». Окрім відомих за студійними записами пісень, на цьому концерті було виконано нову — «Тіні». Перший концерт у Москві відбувся 14 лютого 2008 року у клубі «Ikra» у рамках першого у Росії фестивалю музичного лейбла Cardiowave.
Група припинила своє існування в серпні 2008-го.

## Склад
- Ольга Пулатова — клавішні, вокал
- Олексій Радіонов — програмування, клавішні, гітара
- Катерина Соколова — скрипка

## Діскографія
- 2007 — Оля і Монстр

Треклист:
1. В незнайомому місті одна
2. Жертва
3. Він не такий, як всі
4. Моя ніжна квіточка
5. Параноя
6. Гра
7. Рецесивний ген
8. Голос
9. Людяність
10. Рівноваги немає
11. Недільним ранком
12. Сни дерев
13. 9.30